# Anamera strandi
Anamera strandi là một loài bọ cánh cứng trong họ Cerambycidae.